# Асимов, Мухамед Сайфитдинович

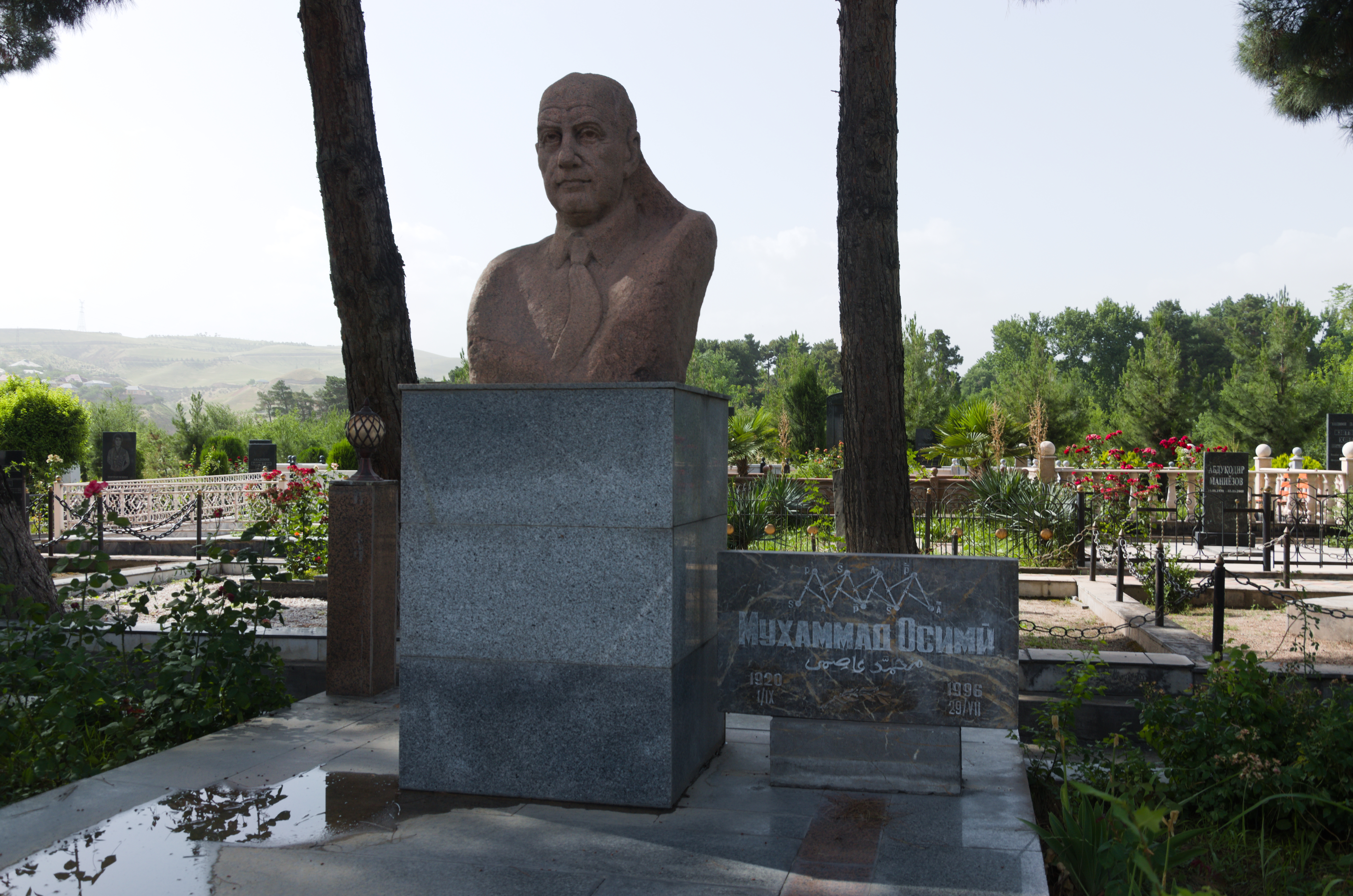
место погребения на Лучобском мемориале в Душанбе

Мухамед Сайфитдинович Асимов (тадж. Муҳаммад Сайфиддинович Осимӣ; 1 сентября 1920, Худжанд, Туркестанская АССР, РСФСР — 29 июля 1996, Душанбе, Таджикистан) — советский и таджикский философ

, культуролог, востоковед, специалист по онтологии и гносеологии. Академик Академии наук Таджикской ССР (1965), президент АН Таджикской ССР (1965—1988). Член-корреспондент Академии наук СССР (1974; с 1991 — член-корреспондент РАН). Доктор философских наук (1971). Член КПСС с 1945 года, член ЦК КП Таджикистана.

## Биография
Родился 1 сентября (по другим данным — 25 августа) 1920 года в городе Худжанде.
В 1941 году окончил Узбекский университет им. Алишера Навои. Участник Великой Отечественной войны.
В 1946‒1952 годах заместитель директора Ленинабадского педагогического института.
В 1956‒1962 — ректор Сталинабадского политехнического института.
В 1962‒1965 годах — министр народного образования Таджикской ССР, секретарь ЦК КП Таджикистана, заместитель председателя Совета Министров Таджикской ССР.
Член ЦК КП Таджикистана. Депутат Верховного Совета Таджикской ССР 6-го созыва. Депутат Верховного Совета СССР: Совета Союза 8—11 созывов (1970—1989) от Таджикской ССР, Совета Национальностей 7 созыва (1966—1970) от Таджикской ССР. В Верховный Совет 9 созыва избран от Гармского избирательного округа № 744 Таджикской ССР; заместитель председателя Комиссии по охране природы Совета Союза. Главный редактор Таджикской советской энциклопедии.
Был председателем Общества дружбы и культурных связей с зарубежными соотечественниками (на общественных началах).
27 июля 1996 года был застрелен неизвестными по дороге на работу. Этот трагический случай был связан с событиями последствий гражданской войны в Таджикистане. Президент АН Таджикистана стал жертвой террористического акта. Похоронен на кладбище «Лучоб» в Душанбе.
В 1997 году согласно постановлению Совета Министров Республики Таджикистан Таджикскому техническому университету было присвоено его имя.

## Награды
Награждён двумя орденами Ленина, другими орденами СССР, а также медалями.

## Основные труды
- Асари барчастаи философия и марксисти (Дар бораи асари В. И. Ленин «Материализм ва эмпириокритицизм»), [Душанбе], 1960;
- Материя ва тасвири физикииолам, Душанбе, 1966;
- Русско-таджикский терминологический философский словарь. Душанбе, 1966. [В соавт.];
- Пайдоиш ва инкишофи таффакури фалсафи, Душанбе, 1970.
- Возникновение и становление философского мышления. Душанбе, 1970;
- Понятие материи и проблемы физической реальности (докторская диссертация). 1971.
- Авиценна и мировая цивилизация // Народы Азии и Африки. 1980. № 5;
- Исторический прогресс социалистических наций. [В соавт.]. М., 1987.